# Anexodus
Anexodus is een kevergeslacht uit de familie van de boktorren (Cerambycidae). De wetenschappelijke naam van het geslacht werd voor het eerst geldig gepubliceerd in 1886 door Pascoe.

## Soorten
Anexodus omvat de volgende soorten:
- Anexodus aquilus Pascoe, 1886
- Anexodus sarawakensis Sudre, 1997